# 短冠刺蕊草
短冠刺蕊草（学名：Pogostemon brevicorollus）为唇形科刺蕊草属下的一个种。

## 扩展阅读
- 維基物種上的相關：短冠刺蕊草